# 利比里亚历史
利比里亚共和国位于非洲西海岸。它是一个由前美国和加勒比黑人奴隶建立的国家。

## 早期历史
根据考证，早在公元10世纪，曼丁哥等部落便已在今日利比里亚范围内定居。历史学家可以确认在12至16世纪，多个部落从北部和东部移入利比里亚。
1461年，葡萄牙人来到利比里亚海岸，垄断当地贸易。葡萄牙人与当地人建立了些联系，由于当地出产的马拉克塔胡椒被商人誉为“天堂之穀”，故该地区得名“胡椒海岸”、“穀物海岸”。16世纪起，荷兰、法国、英国相继到此开展奴隶贸易。1602年，荷兰人建立了一个据点，但不久后被摧毁。1663年，英格兰人建立了贸易据点。

## 殖民时代
1821年12月，美国总统门罗派私人代表艾尔斯率一批美国的自由黑人和一支海军分遣队到达梅苏拉多角，以300美元强行向当地酋长“购买”了一块滨海土地。1822年1月，首个美国黑人移居区在该地的普罗维登斯岛建立。
1824年，美国殖民协会接管该地，命名其为“利比里亚”，意为“自由之地”，并以门罗之名命名普罗维登斯岛移民区为蒙罗维亚。在之后数年中，美国各州殖民分会在当地纷纷建立移民区。
1838年，除马里兰移民区之外的八个移民区组成“利比里亚联邦”，以蒙罗维亚为首都，由美国殖民协会委任总督管辖。

## 第一共和国
1847年7月26日，利比里亚宣布独立，成立利比里亚共和国，原总督约瑟夫·詹金斯·罗伯茨出任总统。1854年，马里兰移民区宣布独立，1857年并入利比里亚共和国。1862年，美国林肯政府正式承认利比里亚独立。
1878年起，利比里亞真輝格党连续执掌政权102年，禁止一切反对政党活动，该党成为自近代政党制度建立以来连续执政时间最长的政党(總統一直由巴克萊家族、金恩家和杜伯曼三個家族出任)。1885年，利比里亚战败于英国，割让马诺河以北土地；1892年，又战败于法国，割让大部分马里兰移民区。之后又多次向英、法两国割让土地。1908年后，基本确定现有边界。
1944年至1971年，威廉·瓦坎納拉特·沙德拉奇·杜伯曼连任总统二十七年，逐步提高土著非洲人地位，提出民族一体化纲领，致力于消除美国黑人后裔和土著民族之间的隔阂。1971年杜伯曼逝世，威廉·理查德·托尔伯特（William R. Tolbert, Jr.）继任总统。1979年，反对派发动暴动，遭武装镇压。

## 第二共和国
1980年4月，以克兰族人总统卫队的塞缪尔·卡尼翁·多伊（Samuel Doe）军士长为首的17名士兵发动政变，推翻并处死了托尔伯特，结束了美洲裔利比里亚人对国家政权的长期垄断，成为第一个土著黑人国家元首。
1984年，多伊政权决定还政于民，重新召开议会，制定宪法。多伊辞去军职后于1985年当选总统。

## 内战
1989年12月24日，利比里亚全国爱国阵线在科特迪瓦组织反政府武装，在查尔斯·泰勒的领导下攻入利比里亚，全面内战爆发。
1990年7月，爱国阵线攻入蒙罗维亚，旋即分裂为两派，利比里亚陷入混战。8月，西非国家经济共同体派遣维持和平部队进入蒙罗维亚，与泰勒派武装发生冲突。在国际社会斡旋下，各派在冈比亚首都班珠尔召开会议，成立“全国团结临时政府”。9月，多伊被俘，枪决后陈尸蒙罗维亚街头。11月，索耶就任全国团结临时政府总统，但遭到泰勒的反对。
1991年3月，利比里亚内战扩展到邻国塞拉利昂和几内亚。1993年7月，交战各方在贝宁城市科托努达成协议，成立五人国务委员会掌握国家最高权力。1994年5月，过渡政府组成。
1995年，由于各派均不满意权力分配方案，战火再起。8月，各派再次在尼日利亚首都阿布贾达成协议，以六人国务委员会取代五人国务委员会。9月，再次组成过渡政府。
1996年，泰勒试图逮捕敌对派系首脑，导致内战再起，8月，在国际社会的压力下，各派又一次达成协议，同意全部解除武装。
长达7年的内战共造成了15万人死亡，85万人成为难民，彻底摧毁了利比里亚经济。
1997年2月，各派全部解除武装并改组为政党。7月，举行大选，泰勒当选总统。泰勒使用强力控制了国家，实现了国内的和平，并着手开始重建经济。
然而，1999年，利比里亚北部又出现一支反政府武装，据信有着几内亚政府的支持，又一次发动了内战。到2003年，泰勒政府仅控制不到三分之一的全国领土，蒙罗维亚也陷入围攻。以尼日利亚为首的西非国家经济共同体再一次派出了维和部队。8月11日，泰勒宣布辞职，向副总统摩西·布拉移交权力，并流亡尼日利亚。虽然国际刑警组织以贪污和战争罪对泰勒发出了通缉令，尼日利亚仍拒绝交出泰勒。它宣称除非利比里亚合法政权提出引渡请求，尼日利亚不会放弃泰勒。
2003年10月1日，联合国维持和平部队接管了利比里亚，着手解除内战各方武装。时至今日，仍有5500名联合国军人驻扎在利比里亚。虽然骚动事件屡有发生，但是解除武装的工作仍在缓慢进行中。

## 民主选举
2003年8月18日，布拉政府与各政党社团共同签署《阿克拉和平协定》，并于10月中旬组建全国过渡政府。查尔斯·久德·布赖恩特被推举为全国过渡政府主席，并于10月14日宣誓就职。
经过两年的过渡，2005年10月11日，在联合国的监督下再次举行了民主选举。在第一轮的投票中，乔治·维阿得票领先，但是未过半数，但在11月8日举行的第二轮角逐中，爱伦·约翰森·希尔丽夫获得了最终胜利。
2014年，埃博拉病毒在西非蔓延，利比里亚也遭受波及。首都蒙罗维亚有至少7人死亡。
2021年8月，在乔治·维阿总统呼吁制定路线图的推动下，参议院对一系列建议进行了投票，最终翻开了这场战争的一页。首先是设立受害者赔偿基金。